# Ауди Тип B
Ауди Тип B (на немски: Audi Typ B) е първият серийно произвеждан модел на Ауди. Производството започва през 1910 г. и продължава четири години.
Двигателят е четирицилиндров редови с обем 2.6 литра. Мощността му е 28 к.с., а максималната скорост – 75 км/ч. Автомобилът се предлага в два варианта – дву- и четириместен.
През 1911 г. Ауди Тип В печели рали в австрийските Алпи.